# Fiołek zgięty
Fiołek zgięty (Viola adunca Sm.) – gatunek roślin z rodziny fiołkowatych (Violaceae). Występuje naturalnie na Grenlandii, w Kanadzie (zaobserwowany we wszystkich prowincjach i terytoriach), Stanach Zjednoczonych (na Alasce, w Arizonie, Kalifornii, Kolorado, Idaho, Iowa, Maine, Manitobie, Massachusetts, Michigan, Minnesocie, Montanie, Nebrasce, Nevadzie, New Hampshire, Nowym Meksyku, stanie Nowy Jork, Dakocie Północnej, Oregonie, Dakocie Południowej, Utah, Vermont, stanie Waszyngton, Wisconsin oraz Wyoming) i Meksyku (w stanach Sonora i Chihuahua).

## Morfologia

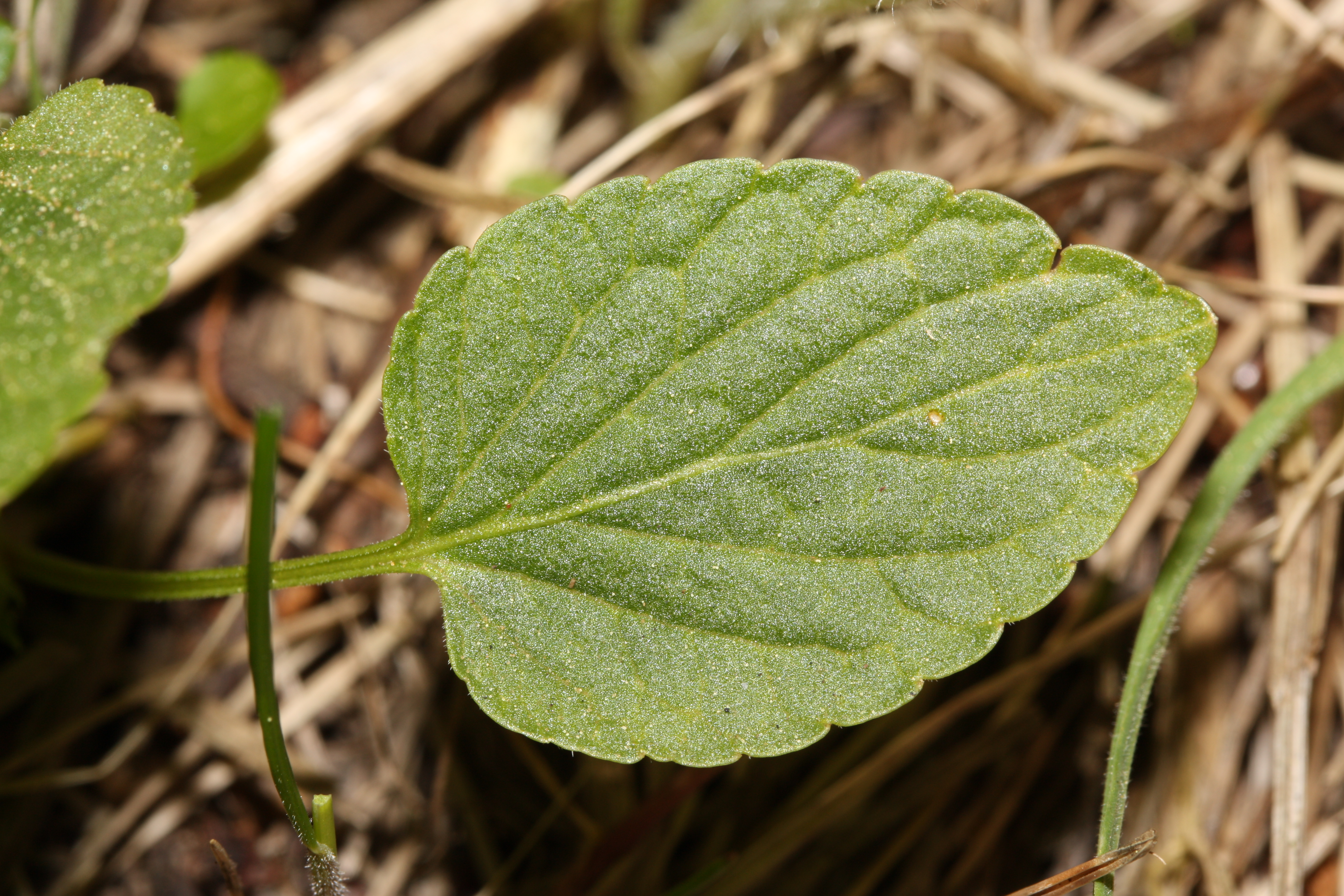
Liść

PokrójBylina dorastająca do 2–30 cm wysokości, tworząca kłącza.
LiścieBlaszka liściowa ma kształt od owalnego do owalnie deltoidalnego lub okrągławego. Mierzy 0,5–6,9 cm długości oraz 0,4–5,5 cm szerokości, jest całobrzega lub karbowana na brzegu, ma nasadę od sercowatej do zbiegającej po ogonku i ostry lub tępy wierzchołek. Przylistki są od równowąskich do równowąsko lancetowatych. Ogonek liściowy jest nagi i ma 0,5–13,5 cm długości.
KwiatyPojedyncze, wyrastające z kątów pędów. Mają działki kielicha o lancetowatym kształcie i dorastające do 1–2 mm długości. Płatki są odwrotnie jajowate, mają purpurową barwę oraz 7–17 mm długości, płatek przedni jest wyposażony w obłą ostrogę o długości 5–7 mm.
OwoceTorebki mierzące 6–11 mm długości, o jajowatym kształcie.
Gatunki podobneRoślina jest podobna do V. howellii.

## Biologia i ekologia
Rośnie w lasach, na łąkach, brzegach cieków wodnych oraz terenach skalistych. Występuje na wysokości do 3800 m n.p.m.

## Zmienność
W obrębie tego gatunku wyróżniono dwie odmiany:
- V. adunca var. bellidifolia (Greene) H.D.Harr. – występuje w Kolumbii Brytyjskiej, Montanie, Wyoming i Kolorado[7],
- V. adunca var. kirkii V.G.Durán – występuje w Kalifornii[8].